# West North Island
West North Island oder Île du Nord ist eine Insel der Seychellen.

## Geographie
Die Insel liegt im Atoll Cosmoledo in den Outer Islands. Mit der westlichen Schwester-Insel East North Island bildet sie die Nordspitze des Atolls. Sie hat eine Fläche von 12,1 ha. 